# Richard Chapman (carpentiere)
Richard Chapman (1520 – 1592) è stato un carpentiere inglese. Noto come "Mastro-carpentiere della Regina" (en. Queen's Master Shipwright) Elisabetta I, era proprietario di un cantiere navale privato a Deptford. Nel corso della sua carriera, realizzò molte delle navi da guerra che combatterono l'Invincibile Armata durante la Guerra anglo-spagnola (1585-1604) e insieme al corsaro John Hawkins creò la nuova classe di navi note come "galeoni da corsa".

## Biografia
I Chapman erano una famiglia di marinai e carpentieri originari del Devon o di Greenwich attivi sin dal regno del re Edoardo I (1239–1307). Il padre di Richard Chapman, John, fu anch'egli un mastro-carpentiere specializzato in navi da guerra e legato all'importante famiglia di carpentieri dei Petts: sua madre era Ann Pett ed era cresciuto presso di loro. 
Nel 1570, Richard Chapman avviò una collaborazione con il corsaro John Hawkins per costruire/ricostruire navi da guerra presso il Queen's Navy Board di Deptford che superassero il modello del galeone "standard". Il prototipo della nuova classe dei c.d. "galeoni da corsa" fu la Foresight (stazza 295 t), varata nel 1570 e costruita proprio da Chapman. In qualità di Maestro-carpentiere dei cantiere navali reali di Woolwich e Deptford, Chapman costruì il galeone Ark Royal, inizialmente ordinato da privati come Ark Ralegh ma preso in consegna per la regina mentre era ancora in lavorazione. Successivamente, Chapman, insieme ai colleghi Peter Pett e Mathew Baker, venne stato coinvolto nella costruzione di difese fluviali lungo il Tamigi contro la temuta invasione spagnola nel corso della Guerra anglo-spagnola (1585-1604).
Il figlio di Richard, Edmund Chapman, divenne "Capo Falegname" della regina e ricco possidente a Greenwich. Fornì il sito per gli ospizi chiamati "Queen Elizabeth College" (fondazione 1574) e visse presso la Swanne House.